# Ernest Bong
Ernest Bong là 1 thủ môn người Vanuatu chơi ở vị trí thủ môn.